# Jon Brower Minnoch
Jon Brower Minnoch (né le 29 septembre 1941 à Bainbridge Island, mort le 4 ou le 10 septembre 1983) est un Américain qui est considéré comme l'homme le plus lourd de l'histoire. Il est également l'homme  qui a le plus maigri au monde. Il a perdu 419 kg entre son poids le plus élevé (évalué alors à 635 kg) et son poids le plus faible (215 kg). Il est inscrit à ce titre dans le livre des records.
Jon Brower Minnoch souffrait d'obésité depuis son enfance. En septembre 1976, à l'âge de 35 ans, il pesait 442 kg pour 1,85 m. Deux ans plus tard, Minnoch est entré à l'hôpital universitaire de Seattle (Washington) parce qu'il souffrait de troubles respiratoires et cardiaques. D'après les calculs du docteur Robert Schwartz, endocrinologue, il pesait alors plus de 635 kg - soit un IMC de plus de 185 - poids dû en grande partie à de la rétention d'eau. Après avoir suivi un régime ne dépassant pas 1 200 calories par jour pendant presque 2 ans, Minnoch est descendu à 216 kg. En octobre 1981, à 40 ans, il avait repris 90 kg et a été de nouveau hospitalisé.
À sa mort, le 10 septembre 1983, Minnoch pesait 362 kg. Jeannette, l'épouse de Minnoch, ne pesait que 50 kg, soit 585 kg de moins que le poids le plus élevé atteint par Minnoch. Il s'agit de la différence de poids la plus importante au sein d'un couple marié.

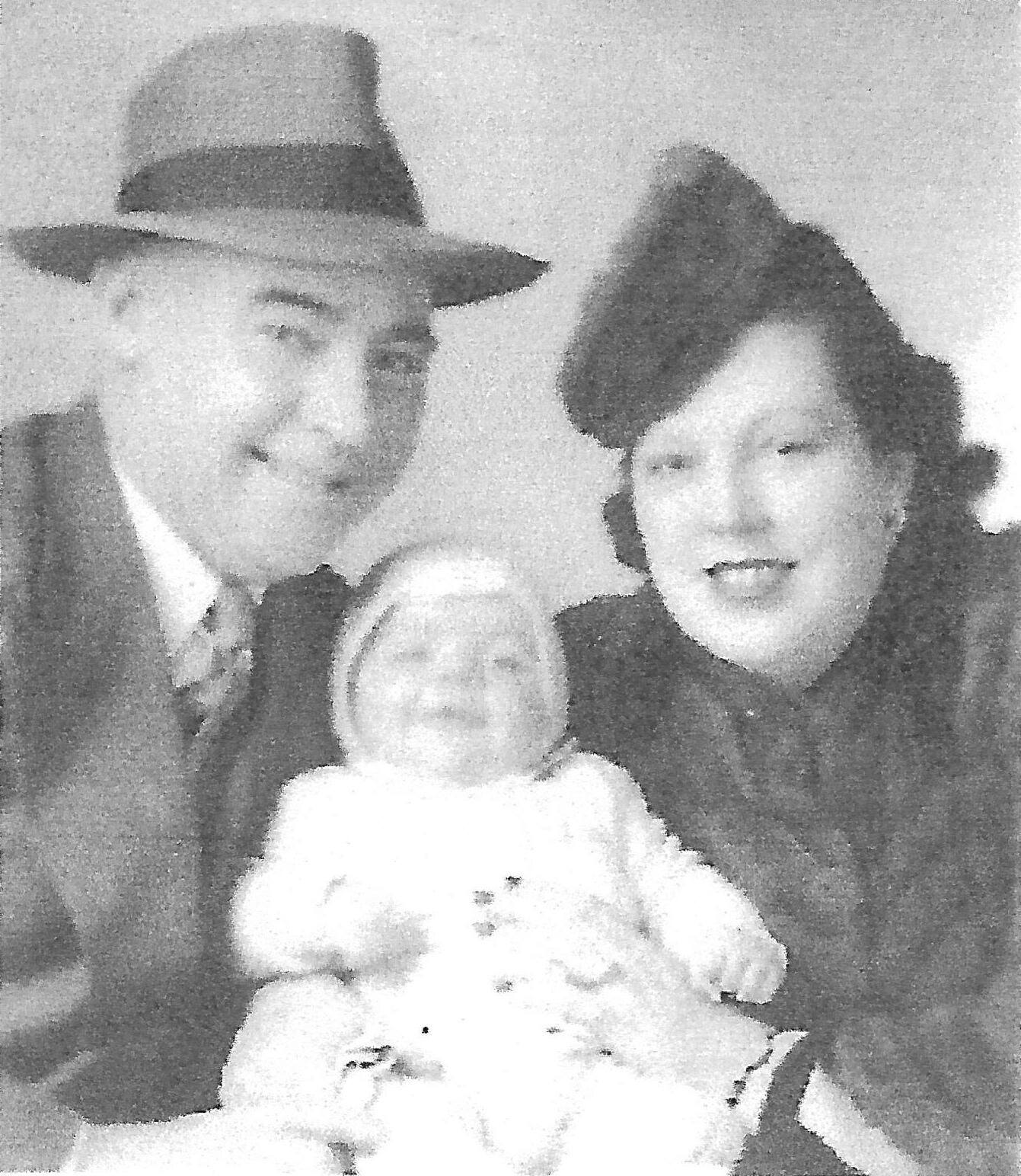
Jon Minnoch enfant
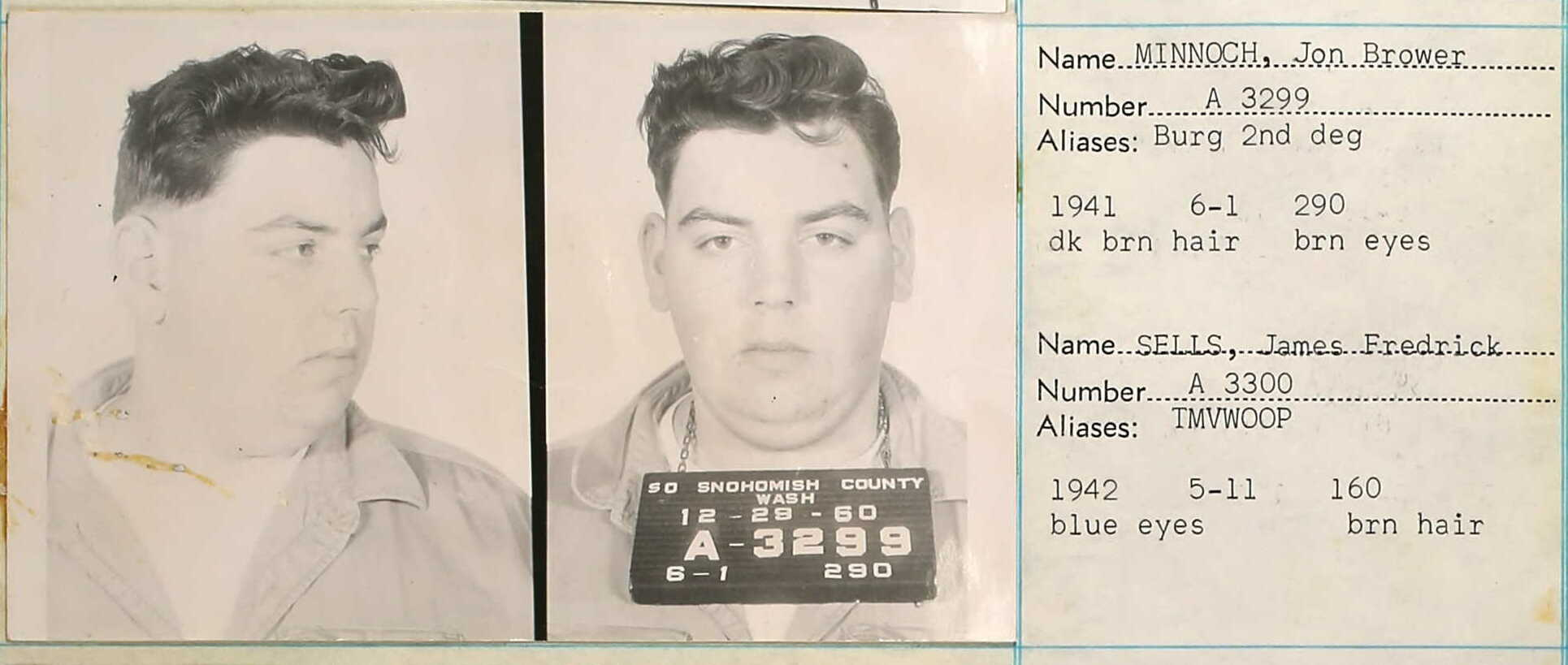
Jon Minnoch, Snohomish County Government mug book